# Eatoniella argentinensis
Eatoniella argentinensis is een slakkensoort uit de familie van de Eatoniellidae. De wetenschappelijke naam van de soort is voor het eerst geldig gepubliceerd in 1972 door Castellanos & Fernández.